# Institut hydrophysique marin de Sébastopol
 (avril 2023).
L'institut hydrophysique marin (Морской гидрофизический институт) est un institut scientifique de Sébastopol en Crimée subordonné à l'Académie des sciences de Russie.

## Histoire
L'institut hydrophysique marin de l'académie des sciences d'URSS est fondé en 1948 à Moscou sur la base de la station hydrophysique de la mer Noire de l'académie des sciences d'URSS et du laboratoire hydrophysique marin de Sébastopol. En août 1961, l'institut est placé sous la juridiction de l'académie des sciences de la République socialiste soviétique d'Ukraine et basé en 1963 à Sébastopol. Il effectue des recherches sur la mer et participe à la création d'appareils cosmiques. Une plateforme océanographique est construite.
De 1991 à 2014, il est subordonné à l'académie national des sciences d'Ukraine, puis après la réunion de la Crimée à la Russie, il est placé sous la juridiction de la ville de Sébastopol. En 2015, il est prévu de fusionner l'institut avec l'institut de recherches biologiques marines Kovalevski (institut de biologie des mers du sud); mais le processus n'aboutit pas et les deux instituts entrent sous l'Académie des sciences de Russie.
Il produit aussi des bouées de recherche qui étaient auparavant achetées par des pays étrangers (États-Unis, Chine, Inde).